# 馬寶道
22°17′30″N 114°11′58″E / 22.2917°N 114.1994°E

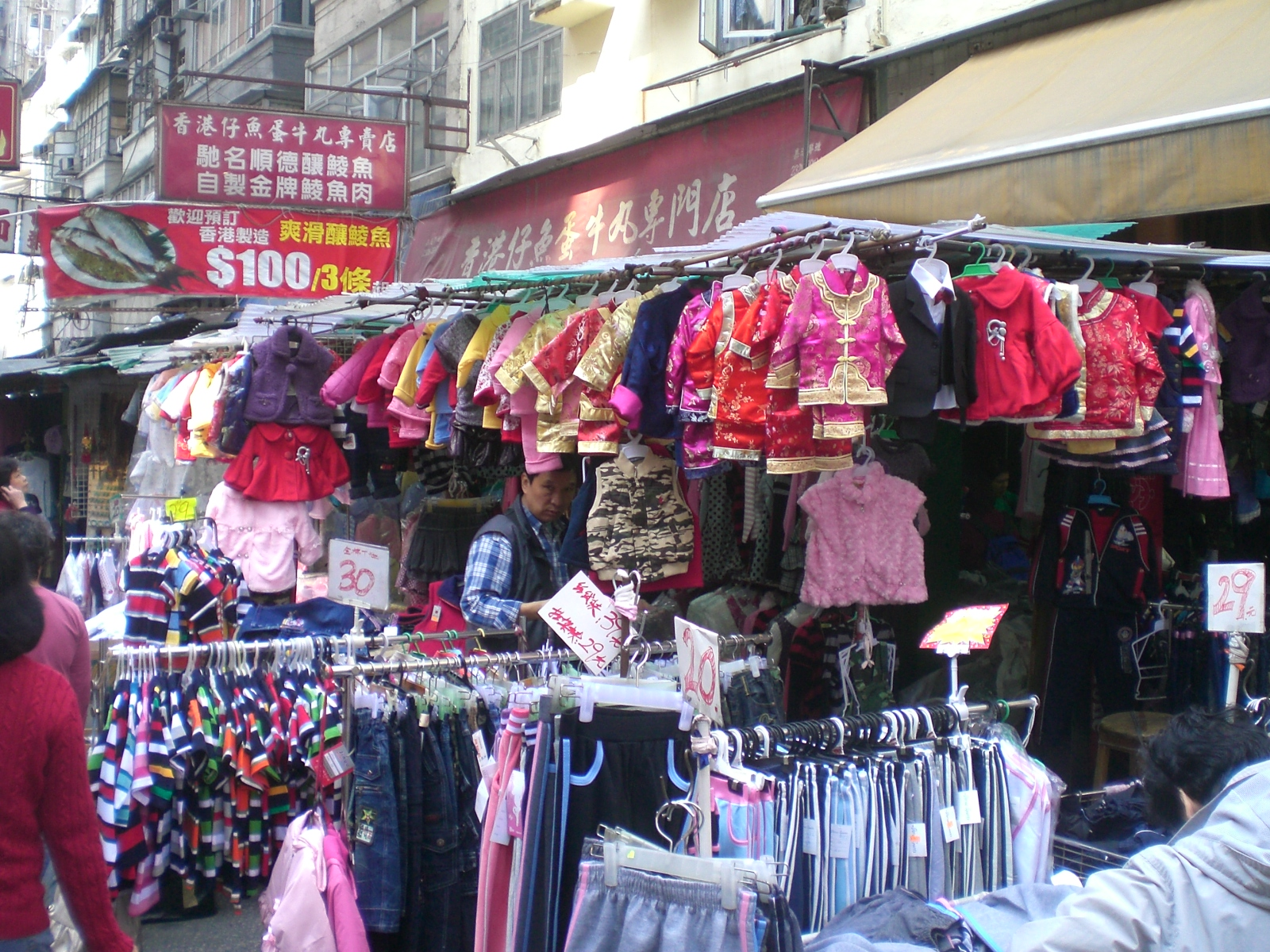
馬寶道的攤販

馬寶道（英語：Marble Road）是位於香港東區北角的一條街道，以售賣廉價女裝衣服及飾物的小販攤檔馳名，有香港島的「女人街」之稱。
馬寶道西接春秧街與糖水道之交界，穿過書局街、琴行街及電照街，於北角污水隔濾廠一帶為終點（掘頭路）。馬寶道沿途大多為唐樓，略保留著1950年代至1960年代的氣息。
除了路邊的小販攤檔外，馬寶道街道兩旁也有很多售賣廉價的布匹及毛衣的小商舖。